# 지하철도건설박물관
지하철도건설박물관은 1973년에 개관한 조선민주주의인민공화국 평양직할시의 박물관이다. 평양 지하철도 혁신선 전승역 근처에 있다.